# Dombeya longebracteolata
Dombeya longebracteolata är en malvaväxtart som beskrevs av J.H. Seyani. Dombeya longebracteolata ingår i släktet Dombeya och familjen malvaväxter. Inga underarter finns listade i Catalogue of Life.